# Robert Fuller
Robert Fuller (New York, 29 de julio de 1933) es un actor estadounidense.

## Carrera
Nacido en New York, EUA, comenzó su carrera actuando como extra en las películas Come Back, Little Sheba con Burt Lancaster, y en el clásico The Ten Commandments.
En 1957 tiene su primer papel importante en Teenage Thunder, a la que siguió The Brain from Planet Arous, un clásico menor de ciencia ficción. En 1966 protagoniza los westerns Incident at Phantom Hill y Return of the Seven' con Yul Brynner, a los que siguieron Kommando Sinai y What Ever Happened to Aunt Alice?. 
En 1976 acompaña a Joel McCrea en el western Mustang Country, y en 1979 coprotagoniza el telefilm Disaster on the Coastliner con Lloyd Bridges.
En los 80s actúa en "Separate Ways"  y "Not Necessarily the News". En 1990 tiene un pequeño papel en Repossessed, parodia de El exorcista. 
Su última película fue Msverick de 1994.

## Series
Fuller protagonizó la serie Laramie donde interpretaba a Jess Harper. Laramie era un western de mucha acción; lo acompañaban John Smith y Spring Byington; la serie se emitió entre 1959 - 1963 y se filmaron 124 capítulos.
Otro clásico de televisión y del género western que protagonizó fue Caravana, donde interpretaba a Cooper Smith, actuando en 60 capítulos.
En Emergency! interpreta al Dr. Kelly Brackett; Emergencia era una serie sobre paramédicos que debían actuar en situaciones de accidentes y demás. Se filmaron 133 capítulos entre 1972 - 1979.
Como invitado pasó por: Patrulla de Caminos - Cimarron City - The Life and Legend of Wyatt Earp - Mike Hammer - Lawman - U.S. Marshal - Valle de Pasiones - Misión Imposible - Dan August - El Virginiano - Adam-12 - El Crucero del Amor - Matt Heuston - The Fall Guy - Bonanza: The Next Generation - The Adventures of Brisco County Jr - Kung Fu: The Legend Continues - Renegado - Seinfeld - Diagnosis Murder, su último trabajo fue en el 2001 en Walker, Texas Ranger interpretando a Wade Harper.